# Jill Irving
Jill Irving (nascuda el 4 d'abril de 1963) és una atleta de l'equip eqüestre canadenc de doma. És campiona vigent dels Jocs Panamericans de doma per equips, quan va guanyar l'or el 2019 a Lima. Irving va néixer i va créixer a Ontario, però ha residit a Moncton, Nou Brunswick des dels seus 20 anys.